# Smithville (Mississipi)
Smithville és una població dels Estats Units a l'estat de Mississipi. Segons el cens del 2000 tenia 882 habitants.

## Demografia
Segons el cens del 2000, Smithville tenia 882 habitants, 365 habitatges, i 243 famílies. La densitat de població era de 233,2 habitants per km².
Dels 365 habitatges en un 33,7% hi vivien nens de menys de 18 anys, en un 47,9% hi vivien parelles casades, en un 14,5% dones solteres, i en un 33,4% no eren unitats familiars. En el 32,1% dels habitatges hi vivien persones soles el 18,4% de les quals corresponia a persones de 65 anys o més que vivien soles. El nombre mitjà de persones vivint en cada habitatge era de 2,42 i el nombre mitjà de persones que vivien en cada família era de 3,03.
Per edats la població es repartia de la següent manera: un 26,2% tenia menys de 18 anys, un 10,2% entre 18 i 24, un 25,2% entre 25 i 44, un 22,9% de 45 a 60 i un 15,5% 65 anys o més.
L'edat mediana era de 36 anys. Per cada 100 dones de 18 o més anys hi havia 83,9 homes.
La renda mediana per habitatge era de 32.583 $ i la renda mediana per família de 38.750 $. Els homes tenien una renda mediana de 30.294 $ mentre que les dones 23.958 $. La renda per capita de la població era de 14.030 $. Entorn del 7,1% de les famílies i l'11,2% de la població estaven per davall del llindar de pobresa.

## Poblacions més properes
El següent diagrama mostra les poblacions més properes.